# 薩克森-邁寧根的蕾吉娜

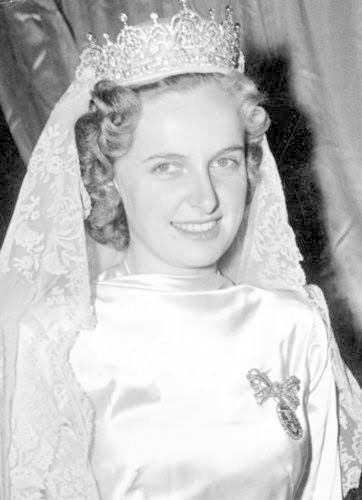
薩克森-邁寧根的蕾吉娜

薩克森-邁寧根的蕾吉娜（Regina von Sachsen-Meiningen，1925年1月6日—2010年2月3日），婚後名蕾吉娜·馮·哈布斯堡（Regina von Habsburg），是奧匈帝國末代皇儲奧托·馮·哈布斯堡的妻子。出生於德國巴伐利亞符茲堡，她是薩克森-邁寧根的格奧爾格王子的女兒，屬於韋廷家族的成員。蕾吉娜與奧托於1951年結婚，他們有七個子女，包含現任哈布斯堡家族首領卡爾·馮·哈布斯堡。蕾吉娜2010年逝於巴伐利亞珀京。